# Gunilla Palmstierna-Weiss

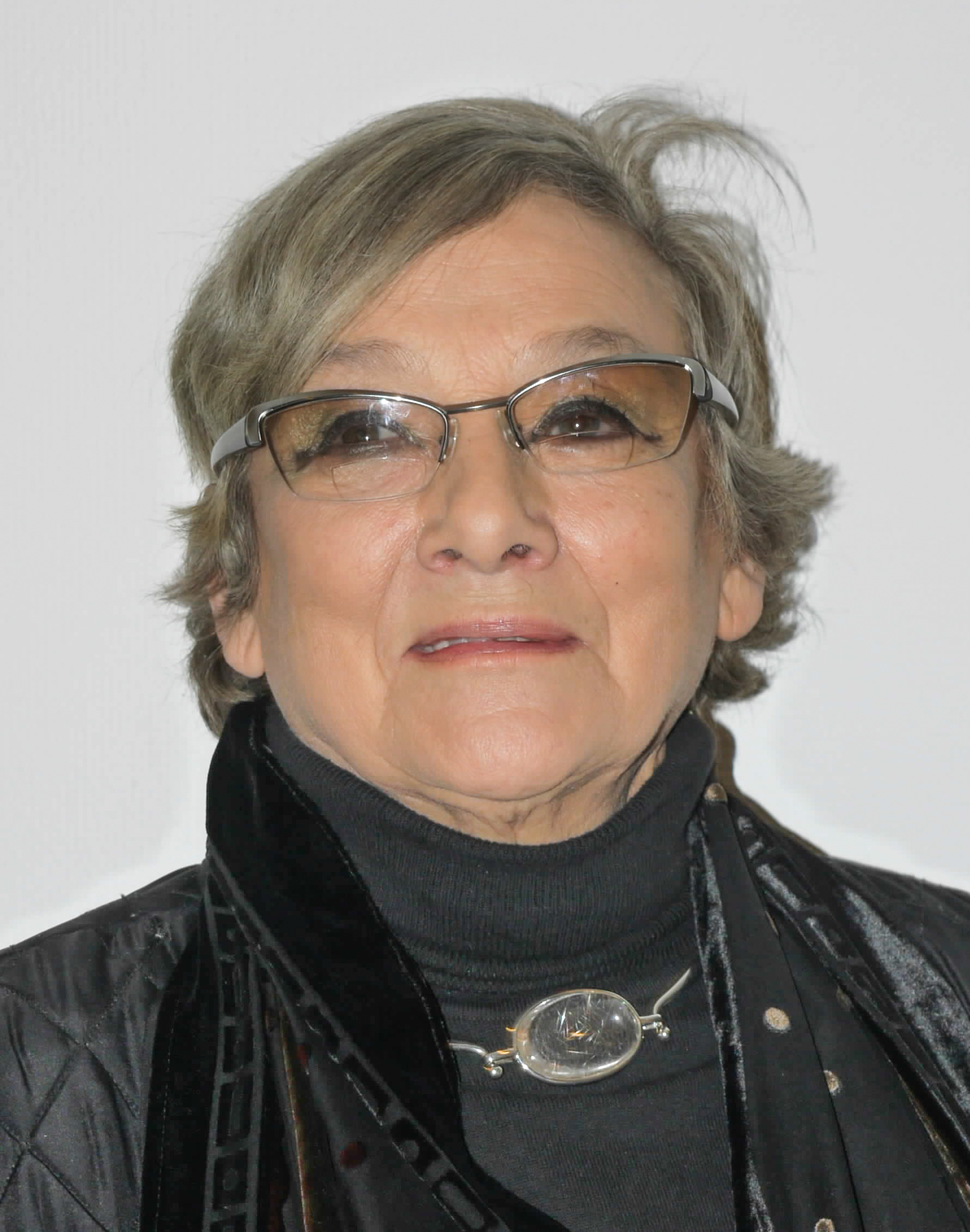
Gunilla Palmstierna-Weiss (2010)

Gunilla Palmstierna-Weiss (geb. Palmstierna; * 28. März 1928 in Lausanne, Schweiz; † 20. November 2022 in Stockholm) war eine schwedische Bildhauerin, Keramikerin, Bühnen- und Kostümbildnerin sowie Autorin. Sie war von 1964 bis zu seinem Tod 1982 mit dem deutsch-schwedischen Autor, Dramatiker, Maler und Filmemacher Peter Weiss verheiratet. Zwischen 1966 und 1989 war sie als Set- und Kostümdesignerin regelmäßige Mitarbeiterin des schwedischen Regisseurs Ingmar Bergman.

## Leben
Gunilla Palmstierna wurde im März 1928 als Kind schwedischer Eltern, Kule Palmstierna und Vera Herzog, beide im Arztberuf tätig, in Lausanne in der französischsprachigen Schweiz geboren. Palmstiernas Großvater Erik Palmstierna war Außenminister der ersten sozialdemokratischen Regierung Schwedens. Auf mütterlicher Seite entstammte Palmstierna einer jüdischen Buchdruckerfamilie, die im 19. Jahrhundert nach Schweden eingewandert war. Gunilla Palmstierna verbrachte ihre Kindheit und Jugend in Österreich, Frankreich und Holland. Nach der frühen Scheidung ihrer Eltern lebte Palmstierna im Zweiten Weltkrieg mit ihrer Mutter in Rotterdam und Berlin.
Erst nach dem Kunststudium in Amsterdam und Paris kam Palmstierna nach Stockholm. Ihre Fachrichtung Keramik gab Gunilla Palmstierna in den 1960er Jahren zu Gunsten des gewachsenen neuen Schwerpunktes Szenografie auf (Arbeit u. a. mit ihrem Partner Peter Weiss sowie Ingmar Bergman). Von 1948 bis 1952 war Palmstierna mit dem schwedischen Grafiker Mark Christopher Sylwan verheiratet. Gunilla Palmstierna und Peter Weiss kannten sich bereits ab 1949 und wurden nach Palmstiernas Ehe mit Mark Sylwan 1952 ein Paar, heirateten aber erst 1964.
Obgleich Gunilla Palmstierna als Schauspielerin in mehreren von Weiss’ frühen Experimentalfilmen hervortrat (Hägringen, Hallucinationer), lag ihr Schwerpunkt später im Bereich Bühnenbild und Ausstattung. Sie arbeitete neben Weiss und Bergman auch mit den Regisseuren Fritz Kortner und Peter Brook zusammen. Für ihre Kostümentwürfe in der Marat/Sade-Inszenierung von Brook, die auch in der Filmfassung Verwendung fanden, erhielt sie 1966 einen Tony Award.
Ihre Arbeit führte sie in die meisten Länder Europas, nach Südostasien, Japan und in die USA. Die „Voltaire Flugschriften Nr. 23: Bericht über die Angriffe der US-Luftwaffe und -Marine gegen die Demokratische Republik Viet Nam nach der Erklärung Präsident Johnsons über die 'begrenzte Bombardierung' am 31. März 1968“ entstanden in Co-Autorenschaft im Zusammenhang der gemeinsamen langen Reise von Palmstierna und Weiss durch den Kriegsschauplatz im Sommer 1968.

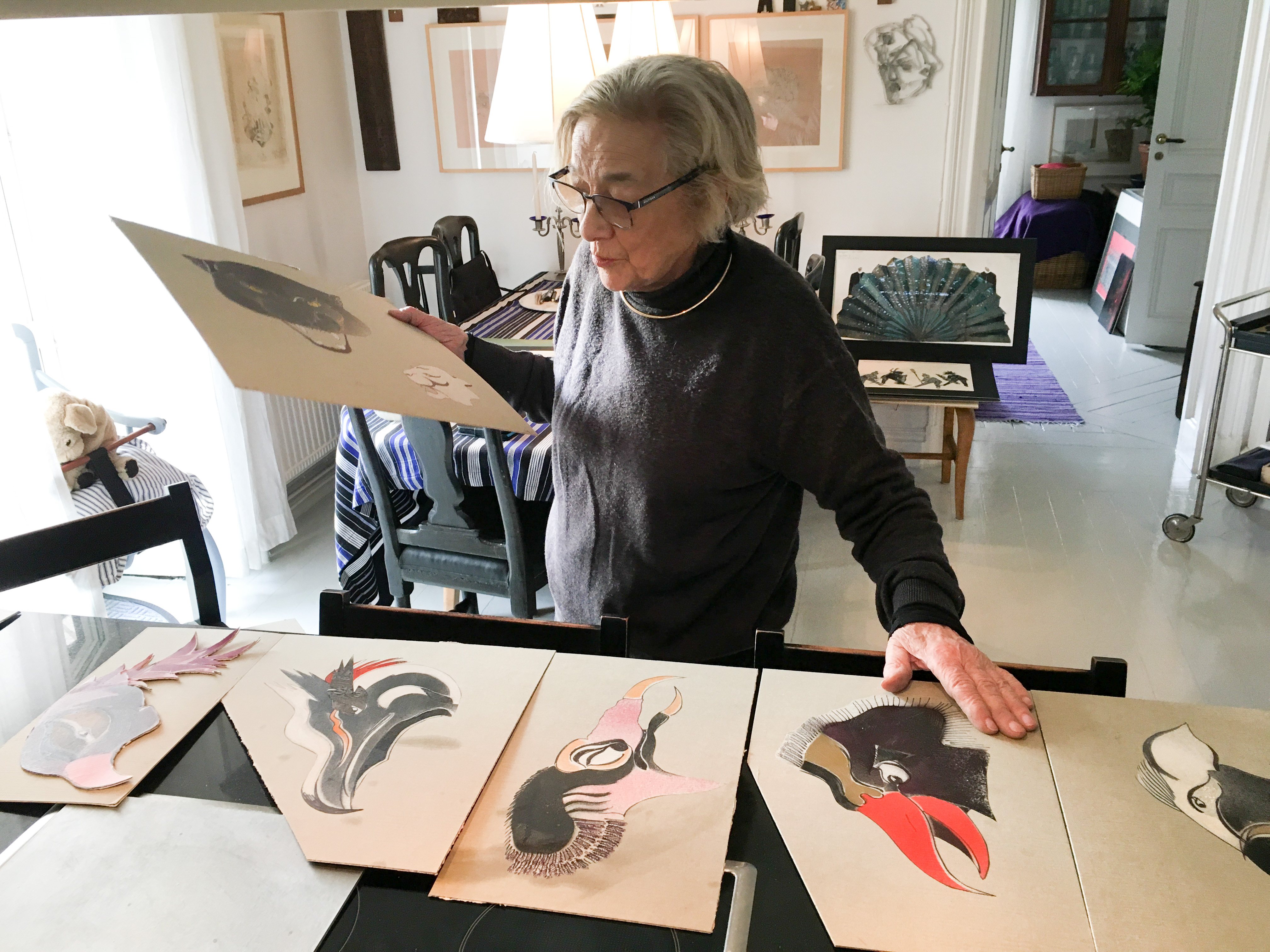
Gunilla Palmstierna-Weiss (2017)

Nach dem Tod von Peter Weiss 1982 wurde sie zu einer seiner wichtigsten Nachlassverwalterinnen und kuratierte zahlreiche Ausstellungen. Sie galt, neben ihrem biografisch determinierten Kenntnisschatz zur Geschichte und Entstehung von Weiss’ Arbeit im Spannungsfeld der beiden deutschen Staaten, als intimste Kennerin besonders der bildkünstlerischen Hinterlassenschaft des deutsch-schwedischen Künstlers. Palmstierna-Weiss wirkte an zahlreichen Publikationen von und über Peter Weiss mit, etwa an der sechsbändigen Werkausgabe zu Leben und Werk (Suhrkamp, 1991), dem Kopenhagener Journal (Wallstein, 2006) und dem Pariser Manuskript Füreinander sind wir Chiffren (Rotbuch, 2008). 1997 zeigte das Museum Bochum eine Ausstellung über das bühnenbildnerische Schaffen von Gunilla Palmstierna-Weiss.
Ebenso wie Manfred Haiduk und Jürgen Schutte war Gunilla Palmstierna Ehrenmitglied der Internationalen Peter Weiss-Gesellschaft. Für ihre herausragenden Verdienste um die deutsch-schwedischen Beziehungen erhielt sie im Mai 2009 das Verdienstkreuz am Bande des Verdienstordens der Bundesrepublik Deutschland. Palmstierna-Weiss arbeitete zuletzt als freie Szenografin und Autorin in Stockholm. Zwei Monate vor ihrem Tod erschienen im Verbrecher Verlag unter dem Titel Eine europäische Frau ihre Erinnerungen auf Deutsch. Gunilla Palmstierna-Weiss starb im November 2022 im Alter von 94 Jahren in Stockholm.

## Filmografie (Auswahl)
- 1952: Studie II Hallucinationer
- 1953: Studie III, 1953
- 1959: Hägringen
- 1967: Marat/Sade
- 1991: Peter Weiss – Eine Ausstellung
- 1998: Bertolt Brecht – Liebe, Revolution und andere gefährliche Sachen
- 2003: Der Unzugehörige: Peter Weiss – Leben in Gegensätzen

## Schriften
- Eine europäische Frau. Erinnerungen, übersetzt von Jana Hallberg; 600 Seiten, mit über sechzig teils farbigen Abbildungen. Verbrecher Verlag, Berlin 2022, ISBN 978-3-95732-517-4[2]